# Taoniscus nanus
A Taoniscus nanus a tinamualakúak (Tinamiformes) rendjébe, ezen belül a tinamufélék (Tinamidae) családjába tartozó Taoniscus nem egyetlen faja.

## Rendszerezése
A fajt Coenraad Jacob Temminck holland arisztokrata és zoológus írta le 1815-ben, a Tinamus nembe Tinamus nanus néven.

## Előfordulása
Brazília délkeleti részén honos, valamint Argentína és Paraguay területén észleltek pár példányt, jelenléte még bizonytalan. A természetes élőhelye a szubtrópusi vagy trópusi száraz szavannák, legelők és cserjések. Állandó, nem vonuló faj.

## Megjelenése
Testhossza 16 centiméter. Tollazata barna, sötétebb csíkokkal, hasi része világosabb.

## Életmódja
Különböző ízeltlábúakkal és magvakkal táplálkozik.

## Természetvédelmi helyzete
Az elterjedési területe nagyon nagy, de szétszórt, egyedszáma 2500-9999 példány közötti és csökken. A Természetvédelmi Világszövetség Vörös listáján sebezhető fajként szerepel.